# Gislövs läge och Simremarken
Gislövs läge och Simremarken est une localité de Suède dans la commune de Trelleborg en Scanie.
Sa population était de 1 462 habitants en 2005.